# Juri Jurjewitsch Trubezkoi

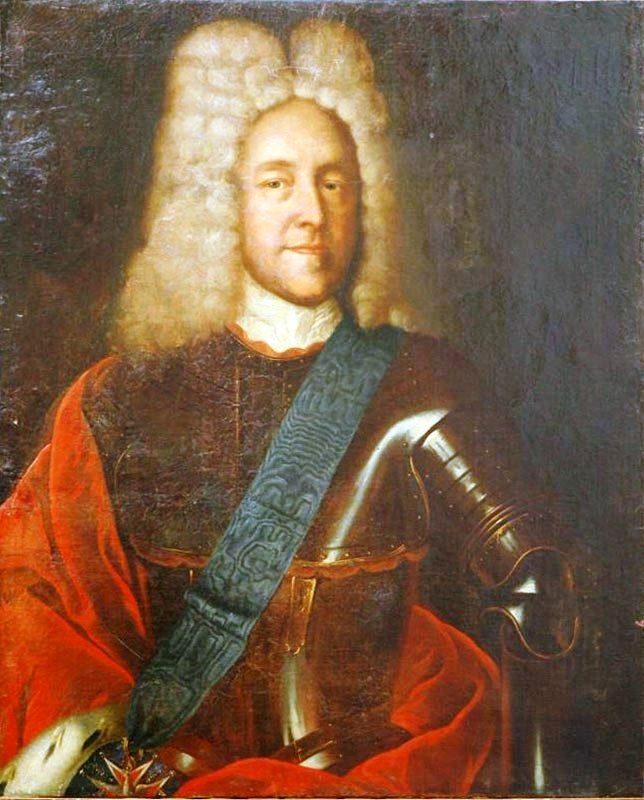
Juri Jurjewitsch Trubezkoi

Fürst Juri Jurjewitsch Trubezkoi (russisch Юрий Юрьевич Трубецкой) (* 20. April 1668; † 8. September 1739) war ein russischer Staatsmann und Politiker. Er war Generalleutnant und Gouverneur von Belgorod.

## Leben
Juri Jurjewitsch Trubezkoi war der Sohn des Bojaren Juri Petrowitsch Trubezkoi († 1679) und Irina Wassiljewna geb. Fürstin Galitzina. Sein Bruder war der russische Feldmarschall Iwan Jurjewitsch Trubezkoi. Das Haus Trubezkoi zählt zu den Gediminiden, den Nachfahren des litauischen Großfürsten Gediminas († 1341). 
Juri Jurjewitsch Trubezkoi diente als Offizier in der russischen Armee. 1694 wurde er zum Hauptmann befördert. 1700 reiste er im Auftrag des russischen Zaren Peter I. an den preußischen Hof. Zarin Katharina I. ernannte ihn zum Generalleutnant. 1720 diente er als Magistrat, seit 1727 als Gouverneur der Provinz Belgorod und zuletzt 1730 als Senator. Er wurde im Alexander-Newski-Kloster beigesetzt. Juri Jurjewitsch Trubezkoi war seit 1692 in erster Ehe mit Jelena Grigorjewna Tscherkasskaja und seit 1721 in zweiter Ehe mit Olga Iwanowna Golowina verheiratet. Sein Sohn waren der Feldmarschall Fürst Nikita Jurjewitsch Trubezkoi.

## Auszeichnungen
- Polnischer Orden des Weißen Adlers